# Гирине (Лубенський район)
Ги́рине —  село в Україні, у Хорольській міській громаді Лубенського району Полтавської області. Населення становить 52 осіб. До 2020 орган місцевого самоврядування — Петрівська сільська рада.

## Географія
Село Гирине знаходиться на відстані 5 км від села Вишневе та за 3 км від села Байрак. По селу протікає пересихаючий струмок з загатою. Поруч проходить залізниця, станція Вишневе за 4 км.

## Історія
12 червня 2020 року, відповідно до розпорядження Кабінету Міністрів України № 721-р «Про визначення адміністративних центрів та затвердження територій територіальних громад Полтавської області», село увійшло до складу Хорольської міської громади..
19 липня 2020 року, в результаті адміністративно - територіальної реформи та ліквідації Хорольського району, село увійшло до складу новоутвореного Лубенського району.